# Kamen Rider Build
Kamen Rider Build (仮面ライダービルド Kamen Raidā Birudo)  là một bộ phim tokusatsu Nhật Bản trong Kamen Rider Series của Toei Company. Đây là bộ thứ 19 trong thời kì Heisei và là thứ 28 trong cả series. Bộ phim bắt đầu vào mùa thu năm 2017, song song với Uchu Sentai Kyuranger và Kaitou Sentai Lupinranger VS Keisatsu Sentai Patranger trong Super Hero Time và phát sóng sau tập cuối của Kamen Rider Ex-Aid.
Câu khẩu hiệu của phim là: "Nào, cùng bắt đầu thí nghiệm nhé!" (さぁ、実験を始めようか。 Sā, jikken o hajimeyō ka.)

## Cốt truyện
10 năm trước, Pandora Box (パンドラボックス Pandora Bokkusu) đã được tìm thấy trên sao Hỏa. Trên trái đất, nó đã tạo ra Sky Wall (スカイウォール Sukai Uōru), các bức tường phân chia Nhật Bản thành Touto (東都 (Đông Đô)), Hokuto (北都 (Bắc Đô)), Seito (西都 (Tây Đô)) và xuất hiện Smash (スマッシュ Sumasshu), vốn là con người bị tổ chức FAUST thí nghiệm lên.
Kiryuu Sento, 1 học giả vật lí thiên tài, trở thành Kamen Rider Build để thanh lọc Smash khỏi con người và chiến đấu chống lại FAUST.
Chính phủ Touto chiêu mộ được anh trong khi tìm người giải mã bí ẩn đằng sau Pandora Box và Smash. Có một bí ẩn thậm chí Sento không thể giải quyết: quá khứ của mình. Kí ức duy nhất mà anh ta nhớ lại trong hơn 20 năm là sự tồn tại của một nhân vật tên là Night Rogue. Có một người giữ chìa khoá cho trí nhớ của Sento – một tù nhân tên là Banjou Ryuuga, người khăng khăng phủ nhận việc giết người mà cậu bị buộc tội.
Sento với tư cách là Kamen Rider Build, quyết khám phá ra bí ẩn xung quanh Pandora Box, Smash và sự mất trí nhớ của anh.

## Nhân vật

### Trong TV show
Các Rider:
| Kamen Rider Build     | Kiryuu Sento (Katsuragi Takumi) |
| Kamen Rider Build     | Katsuragi Shinobu               |
| Kamen Rider Cross-Z   | Banjou Ryuuga                   |
| Kamen Rider Grease    | Sawatari Kazumi                 |
| Kamen Rider Rogue     | Himuro Gentoku                  |
| Kamen Rider Evol      | Evolto                          |
| Kamen Rider Mad Rogue | Utsumi Nariaki                  |

Dạng biến thân khác:
| Blood Stalk  | Isurugi Souichi/Evolto |
| Night Rogue  | Hiromu Gentoku         |
| Night Rogue  | Utsumi Nariaki         |
| Remocon Bros | Washio Fu              |
| Hell Bros    | Washio Fu              |
| Engine BrosE | Washio Rai             |

Trong Movie (Phim điện ảnh)
| Kamen Rider Blood                     | Inou Kengou và Banjou Ryuuga (thành phần)           |
| Kamen Rider Cross-Z Build Form        | Kiryuu Sento và Banjou Ryuuga                       |
| Kamen Rider Cross-Z Evol              | Banjou Ryuuga và Evolto                             |
| Kamen Rider Build                     | Killbas                                             |
| Kamen Rider Killbas                   | Killbas                                             |
| Left Kaiser                           | Mogami Kaisei                                       |
| Right Kaiser                          | Mogami Kaisei (Thế giới của Ex-Aid)                 |
| Bi-Kaiser                             | Mogami Kaisei & Mogami Kaisei (Thế giới của Ex-Aid) |
| Nebula Hell Bros                      | Người đàn ông không xác định ở Seito                |
| Kamen Rider Metal Build/Phantom Build | Uraga Keiji                                         |

Kiryuu Sento (桐生 戦兎 (Đồng Sanh Chiến Thố)) - Kamen Rider Build (仮面ライダービルド Kamen Raidā Birudo)Một học giả vật lí thiên tài, nghiên cứu viên của Sở nghiên cứu vật liệu tiên tiến Touto, người thí nghiệm với Full Bottle để trở thành Kamen Rider Build chiến đấu chống lại Smash và tổ chức FAUST. Trước khi biến thân anh nói "Nào, cùng bắt đầu thực nghiệm nhé." (さぁ、実験を始めようか。 Sā, jikken o hajimeyō ka.) và "Quy luật của thắng lợi đã được quyết định." (勝利の法則は決まった。 Shōri no hōsoku wa kimatta.) khi chiến đấu. Anh là Kamen Rider duy nhất có thể sử dụng tất cả 60 Full Bottle của Pandora Box để henshin thành các Best Match hoặc Trial Form. Anh được Kishida Tatsuya tiết lộ rằng anh có khuôn mặt giống với Satou Tarou - một nhạc công của ban nhạc Lynks. Tuy nhiên, thân phận thật sự của anh chính là Katsuragi Takumi (葛城 巧 (Cát Thành Xảo)) - một nhà nghiên cứu tại Sở nghiên cứu vật liệu tiên tiến Touto., người đã bị Isurugi Souichi giết chết. Được biết đến với biệt danh "Nhà khoa học ác ma", là người sáng lập ra Faust và chế tạo ra Build Driver. Lý do mà Evolto hoàn đổi khuôn mặt anh với Satou Tarou và xóa hết ký ức của anh là vì anh nắm giữ một bí mật quan trọng của hắn: hắn và Banjou Ryuga đều là những thực thể có khả năng hủy diệt thế giới. Vì muốn cứu Ryuga nên anh đã chiến đấu với Evolto và cũng bị hắn nhập, trở thành Kamen Rider Evol (Rabbit Form): Phase 3 (フェーズ３ Fēzu Surī) trong kế hoạch của hắn. Sau đó anh đã lấy lại ký ức Katsuragi, hồi phục lại ký ức của Sento và sử dụng Genius bottle để lên Genius Form. Sau khi tiêu diệt Evolto trong tập 49, anh tạo ra 1 thế giới mới và hồi sinh tất cả mọi người đã bị giết trong thế giới cũ, trong đó có Ryuga, Gentoku và Kazumi.
Banjou Ryuuga (万丈 龍我 (Vạn Trượng Long Ngã)) - Kamen Rider Cross-Z (仮面ライダークローズ Kamen Raidā Kurōzu)
Nguyên là võ sĩ chuyên nghiệp, anh luôn phủ nhận mình bị buộc tội giết người và phải trốn truy nã. Được Sento giải cứu trong tập 1. Sử dụng Dragon Full Bottle và đạt độ tương thích rất cao. Khi Hazard Level trên 3.0, anh biến thân thành Kamen Rider Cross-Z Dragon. Anh còn dùng Sclash Driver và Dragon Sclash Jelly để biến thân thành Kamen Rider Cross-Z Charge. Sau đó, Sclash Driver bị Blood Stalk phá hủy và đồng thời Dragon Sclash Jelly của anh chuyển hóa thành Dragon Magma Full Bottle. Về sau Ryuga sử dụng lại Build Driver cùng với Dragon Magma Full Bottle và Cross-Z Magma Knuckle do Sento chế tạo ra để biến thân thành Kamen Rider Cross-Z Magma. Anh được tiết lộ rằng anh không phải là con người: có một thực thể tồn tại trên người anh từ khi còn trong bụng mẹ và đồng nhất với cơ thể anh. Đó chính là lý do vì sao mà anh được sinh ra chỉ sau 2 tháng nằm trong bụng mẹ. Evolto nói với anh rằng anh cũng là người có sứ mệnh hủy diệt thế giới giống như hắn. Sau đó anh được Evolto tiết lộ rằng anh và hắn là "đồng tâm nhất thể", đều là một phần của một cơ thể Evolto hoàn chỉnh. Vì thế anh đã bị Evolto nhập vào và trở thành Kamen Rider Evol (Dragon Form): Phase 2 (フェーズ2 Fēzu Tsū) trong kế hoạch của hắn.
Isurugi Misora (石動 美空 (Thạch Động Mỹ Không))
Con gái của Souichi, làm việc với Sento, có khả năng thanh lọc các thành phần gây hại mà Smash được tạo ra và chữa trị những vết thương. Cô cũng chính là Mii-tan (みーたん Mītan), thần tượng trên mạng giúp Sento lấy thông tin. Cô đeo trên tay chiếc vòng màu vàng - một món quà từ Sao Hỏa, sức mạnh của cô bắt nguồn từ đây. Về sau chiếc vòng của cô được tiết lộ là chứa một thực thể trú ngụ trong cô tên là Vernage (ベルナージュ Berunāju) - nữ hoàng của Sao Hỏa. Thỉnh thoảng Vernage lại chiếm hữu cơ thể của Misora để tiết lộ những điều quan trọng.
Isurugi Souichi (石動 惣一 (Thạch Động Tổng Nhất)) - Blood Stalk (ブラッドスターク Buraddo Sutāku) ► Kamen Rider Evol (仮面ライダーエボル Kamen Raidā Eboru)
Chủ quán cà phê "nascita", bố của Misora, là người đã tìm thấy và cưu mang Sento. Về sau được tiết lộ rằng ông chính là phi hành gia đến Sao Hoả và mang Pandora Box về Trái Đất, cũng là lúc ông đã bị một thực thể bí ẩn tên là Evolt, sống trong chiếc hộp Pandora Box nhập vào cơ thể và tạo ra một nhân cách độc ác trong ông. Đó chính là lí do mà Souichi lại làm những chuyện độc ác trong khi ông vốn là một người hiền lành, tốt bụng. Khi bị Evolto nhập, ông biến thân thành Kamen Rider Evol (Cobra Form): Phase 1 (フェーズ1 Fēzu Wan) trong kế hoạch của hắn.
Evolto (エボルト Eboruto) - Blood Stalk (ブラッドスターク Buraddo Sutāku) ► Kamen Rider Evol (仮面ライダーエボル Kamen Raidā Eboru)
Kẻ đã hủy diệt nền văn minh ở Sao Hỏa và chiếm hữu cơ thể của Souichi trong suốt hơn 10 năm khi ông chạm vào Pandora Box. Hắn đã buộc Gentoku bắt cóc Thủ tướng Himuro Taizan để ép Sento chế tạo cho mình Evol Driver (nguyên mẫu của Build Driver) cùng với Evolbottle để trở thành Kamen Rider Evol. Sử dụng Cobra Lost Bottle và Transteam Gun để biến hình thành Blood Stalk. Dùng Evol Driver và các Evol Bottle để biến thân thành các form của Kamen Rider Evol. Hắn đã dùng Evol Trigger để kích hoạt sức mạnh tối thượng Phase cuối cùng (究極のフェーズ Kyūkyoku no Fēzu), và hắn cũng hoàn chỉnh cơ thể của mình với một nhân dạng giống với Souichi. Sau đó Evolto hồi sinh sau khi bị Sento đánh bại ở thế giới cũ và đi biệt tích 1 thời gian.
Himuro Gentoku (氷室 幻徳 (Băng Thất Huyễn Đức)) - Night Rogue (ナイトローグ Naito Rōgu) ► Kamen Rider Rogue (仮面ライダーローグ Kamen Raidā Rōgu)
Quan chức phụ tá Thủ tướng Chính phủ Touto kiêm Giám đốc Sở nghiên cứu vật liệu tiên tiến Touto. Là Night Rogue - thủ lĩnh của FAUST. Con trai của Thủ tướng Touto, luôn ủng hộ bố dùng vũ lực để thống nhất đất nước. Chỉ đạo FAUST nghiên cứu và phát triển Build SYSTEM do Katsuragi Takumi tạo ra. Sử dụng Bat Lost Bottle và Transteam Gun để biến hình thành Night Rouge. Sau khi bị bố mình trục xuất, anh được tập đoàn Nanba huấn luyện thành Kamen Rider Rogue chiến đấu cho Seito. Anh dùng Crocodile Crack Full Bottle và Sclash Driver để biến thân thành Kamen Rider Rogue. Vì cứu mình nên bố anh đã bị Evolto giết chết nên anh đã thay đổi và cùng với Sento chống lại Evolto. Sau đó anh được hồi sinh trong thế giới mới do Sento tạo ra.
Utsumi Nariaki (内海 成彰 (Nạp Hải Thành Chương)) - Night Rogue (ナイトローグ Naito Rōgu, tập 12) ► Kamen Rider Mad Rogue (仮面ライダーマッドローグ Kamen Raidā Maddo Rōgu)
Từng là thư kí của Gentoku. Anh bị Gentoku làm vật hy sinh để giấu đi thân phận Night Rogue của hắn. Được Stalk cứu và đang làm cố vấn cho tập đoàn Nanba. Chứng kiến cảnh Chủ tịch Nanba và anh em nhà Washio bị Evolto giết, anh đã phát điên và trở thành Kamen Rider Mad Rogue. Dùng Bat Full Bottle và Engine Full Bottle gắn vào Evol Driver để henshin thành Kamen Rider Mad Rogue. Nhưng thực chất anh vốn là người của tập đoàn Nanba thuộc chương trình Nanba Children.
Takigawa Sawa (滝川 紗羽 (Long Xuyên Sa Vũ))
Nữ nhà báo tự do, cung cấp thông tin giúp đỡ cho Sento. Gián điệp của Chủ tịch Công ty Kim loại nặng Nanba.Cũng là một Nanba Children như Utsumi
Sawatari Kazumi (猿渡 一海 (Viên Độ Nhất Hải)) - Kamen Rider Grease (仮面ライダーグリス Kamen Raidā Gurisu)
Thường gọi là Kazumin, một điền chủ đến từ Hokuto, thủ lĩnh nhóm Tam Vũ Glass. Sử dụng Sclash Driver, Robot Sclash Jelly để biến thân thành Kamen Rider Grease. Anh là fan cuồng của Misora.
Akaba (赤羽 (Xích Vũ)), Aoba (青羽 (Thanh Vũ)) và Kiba (黄羽 (Hoàng Vũ))
Nhóm Tam Vũ Glass (三羽 グラス Sanba Gurasu) đi theo Kazumin. Họ có thể sử dụng Lost Bottle để biến thành Hard Smash mà không bị mất đi ý thức. 
Akaba tên thật là Ooyama Masaru (大山 勝 (Đại Sơn Thắng)): Dùng Castle Full Bottle để biến thành Castle Hard Smash. Bị Gentoku tiêu diệt ở tập 25.
Aoba tên thật là Aikawa Shuuya (相河 修也 (Tướng Hà Tu Dã)): Dùng Kuwagata Full Bottle để biến thành Stag Hard Smash. Bị Sento tiêu diệt ở tập 21.
Kiba tên thật là Mihara Shoukichi (三原 昌吉 (Tam Nguyên Xương Cát)): Dùng Fukurou Full Bottle để biến thành Owl Hard Smash. Bị huynh đệ Washio tiêu diệt ở tập 23.
Washio Fu (鷲尾 風 (Tựu Vĩ Phong)) - Remocon Bros (リモコンブロス Rimokon Burosu) ► Hell Bros (ヘルブロス Heru Burosu) và Washio Rai (鷲尾 雷 (Tựu Vĩ Lôi)) - Engine Bros (エンジンブロス Enjin Burosu)
Hai anh em nhà Washio. Tương tự như Utsumi, họ là những "Nanba Children" - những đứa trẻ mồ côi được Chủ tịch Công ty Kim loại nặng Nanba nhận về làm con nuôi nhưng mục đích chính là sử dụng họ như những thứ vũ khí hạng nặng. Hai người họ dùng Gear Remocon và Gear Engine để biến thân thành Remocon Bros và Engine Bros. Hai anh em nhà này đã bị giết bởi Evolto.
Himuro Taizan (氷室 泰山 (Băng Thất Thái Sơn))
Thủ tướng Chính phủ Touto, bố của Gentoku. Ông theo chủ trương hòa bình. Ông ra đi khi dùng thân mình đỡ cú kết liễu của Evolto nhắm vào Gentoku. Sau đó ông trở thành Thủ tướng của Nhật Bản trong thế giới mới do Sento tạo ra.
Tajimi Yoshiko (多治見 喜子 (Đa Trị Kiến Hỷ Tử))
Thủ tướng Chính phủ Hokuto. Bà chú trọng phúc lợi xã hội. Hợp tác với Stalk để tạo ra cuộc chiến tranh với Touto nhưng bị hắn bắt giữ sau trận thua của Grease trước Build. Bà bị Evolto điều khiển tâm trí và dùng Fukurou Lost Bottle để biến thành Owl Lost Smash.
Midou Masakuni (御堂正邦 (Ngự Đường Chính Bang))
Thủ tướng Chính phủ Seito. Ông theo đường lối tái khôi phục kinh tế. Sau trận thua của team Seito trước team Touto, ông bị Evolto giết và chủ tịch Nanba giả dạng. Sau này khi Nanba chết, Utsumi giả dạng Midou.
Nanba Juuzaburou (難波重三郎 (Nạn Ba Trọng Tam Lang))
Là người tài trợ vũ khí cho FAUST và là chủ tịch Tập đoàn Công nghiệp nặng Nanba. Ông bị Evolto giết vì hết giá trị lợi dụng nhằm kích thích sức mạnh của Utsumi để anh trở thành Kamen Rider Mad Rogue.
Katsuragi Shinobu (葛城 忍 (Cát Thành Nhẫn)) - Kamen Rider Build (仮面ライダービルド Kamen Raidā Birudo)
Bố của Takumi tức Sento hiện tại, người có ảnh hưởng lớn nhất trong sự nghiệp nghiên cứu khoa học của Takumi và là chồng của Kyoka. Là thành viên của INSET (Viện Công nghệ Kỹ thuật Không gian) và cũng chính là người sửa chữa lại Evol Driver cho Evolto. Ông đã "tự sát" vì Sky Wall vào 10 năm trước nhưng hiện tại ông được xác định là nhà khoa học phục vụ cho Evolto. Từ tập 42, ông dùng các Full Bottle trên hộp Pandora mà Evolto đưa cho để biến thân thành Kamen Rider Build với các Best Match Form. Sau đó ông phục vụ cho Chính phủ Nhật Bản trong thế giới mới do Sento tạo ra.

## Fullbottles
|        | Bottle      | Bottle     | Best Match     | Âm thanh thông báo      |
| Left   | Right       |            | Best Match     | Âm thanh thông báo      |
| ------ | ----------- | ---------- | -------------- | ----------------------- |
| Touto  | Rabbit      | Tank       | RabbitTank     | Hagane no moonsault     |
| Touto  | Gorilla     | Diamond    | GorillaMond    | Kagayaki no destroyer   |
| Touto  | Taka        | Gatling    | HawkGatling    | Tenkū no Abarenbō       |
| Touto  | Ninja       | Comic      | NinninComic    | Shinobi no entertainer  |
| Touto  | Panda       | Rocket     | RocketPanda    | Buttobi monotone        |
| Touto  | Harinezumi  | Shōbōsha   | FireHedgehog   | Rescue kenzan           |
| Touto  | Lion        | Soujiki    | LionCleaner    | Tategami cyclone        |
| Touto  | Dragon      | Lock       | KeyDragon      | Fūin no fantasy star    |
| Touto  | Kaizoku     | Densha     | KaizokuRessha  | Teikoku no hangyakusha  |
| Touto  | Octopus     | Light      | OctopusLight   | Inazuma technician      |
| Hokuto | Phoenix     | Robot      | PhoenixRobo    | Fujimi no heiki         |
| Hokuto | Wolf        | Smapho     | SmaphoWolf     | Tsunagaru Ippiki Ōkami  |
| Hokuto | Unicorn     | Keshigomu  | UniRaser       | Ikkaku shōkyo           |
| Hokuto | Rose        | Helicopter | RoseCopter     | Jounetsu no senpūki     |
| Hokuto | Turtle      | Watch      | TurtleWatch    | Toki o kakeru katchū    |
| Hokuto | Kabutomushi | Camera     | BeetleCamera   | Mitsurin no scoop king  |
| Hokuto | Kuma        | Televi     | KumaTelevi     | Hachimitsu high vision  |
| Hokuto | Dog         | Mic        | DogMic         | Iyashi no daibakuon     |
| Hokuto | Santa Claus | Cake       | MerryChristmas | Seinaru shisha          |
| Hokuto | Spider      | Reizoko    | SpiderCooler   | Reikyaku no trap master |
| Seito  | Tora        | UFO        | ToraUFO        | Mikakunin jungle hunter |
| Seito  | Kujira      | Jet        | KujiraJet      | Amakakeru big wave      |
| Seito  | Shika       | Pyramid    | ShikaMid       | Ōke no mamorigami       |
| Seito  | Kirin       | Senpuki    | KirinCyclone   | Arashi o yobu kyotō     |
| Seito  | Penguin     | Sukebo     | PenguinSkater  | Kōri no suberi-gei      |
| Seito  | Obake       | Magnet     | MagGhost       | Samayōeru chōinryoku    |
| Seito  | Same        | Bike       | SameBike       | Dokusō hunter           |
| Seito  | Bat         | Engine     | BatEngine      | Ankoku no Kidō Ō        |
| Seito  | Hachi       | Sensuikan  | HachiMarine    | Shinkai no Shigotonin   |
| Seito  | Sai         | Dryer      | SaiDryer       | Chō Netsu Tairiku       |

## Tập phim
Tên tập phim có một phần là một từ tiếng Anh được phiên âm bằng tiếng Nhật, viết theo katakana.
1. Những kẻ Best Match (ベストマッチな奴ら Besuto Macchi na yatsu ra?)
2. Runaway của sự vô tội (無実のランナウェイ Mujitsu no Rannawei?)
3. Borderline của chính nghĩa (正義のボーダーライン Seigi no Bōdārain?)
4. Chứng cứ trở thành Zero (証言はゼロになる Shōgen wa Zero ni naru?)
5. Identity nguy hiểm (危ういアイデンティティー Ayaui Aidentitī?)
6. Moonsault của sự phẫn nộ (怒りのムーンサルト Ikari no Mūnsaruto?)
7. Scientist ác ma (悪魔のサイエンティスト Akuma no Saientisuto?)
8. Memory bắt đầu lên tiếng (メモリーが語りはじめる Memorī ga katari hajimeru?)
9. Cái bẫy của Project Build (プロジェクトビルドの罠 Purojekuto Birudo no wana?)
10. Technology diệt vong (滅亡のテクノロジー Metsubō no Tekunorojī?)
11. Cháy lên nào Dragon (燃えろドラゴン Moero Doragon?)
12. Theory âm mưu (陰謀のセオリー Inbō no Seorī?)
13. Kẻ cởi Veil là ai? (ベールを脱ぐのは誰？ Bēru o nugu no wa dare??)
14. Kamen Rider giả (偽りの仮面ライダー Itsuwari no Kamen Raidā?)
15. Thực hiện Judge Kiryuu Sento! (桐生戦兎をジャッジしろ！ Kiryū Sento o Jajji-shiro!?)
16. Hero binh khí (兵器のヒーロー Heiki no Hīrō?)
17. Rider Wars khai chiến (ライダーウォーズ開戦 Raidā Uōzu kaisen?)
18. Soldier hoàng kim (黄金のソルジャー Ōgon no Sorujā?)
19. Item cấm đoán (禁断のアイテム Kindan no Aitemu?)
20. Trigger ác ma (悪魔のトリガー Akuma no Torigā?)
21. Hazard là không dừng lại (ハザードは止まらない Hazādo wa tomaranai?)
22. Victory của nước mắt (涙のビクトリー Namida no Bikutorī?)
23. Phantom bên Tây (西のファントム Nishi no Fantomu?)
24. Người đàn ông được gọi là Rogue (ローグと呼ばれた男 Rōgu to yobareta otoko?)
25. Idol thức tỉnh (アイドル覚醒 Aidoru kakusei?)
26. Death Match của sự phản bội (裏切りのデスマッチ Uragiri no Desu Macchi?)
27. Hero phản công (逆襲のヒーロー Gyakushū no Hīrō?)
28. Thiên tài Tank đang đến (天才がタンクでやってくる Tensai ga Tanku de yattekuru?)
29. Bell khai mạc vang lên (開幕のベルが鳴る Kaimaku no Beru ga naru?)
30. Sự thật về Pandora Box (パンドラボックスの真実 Pandora Bokkusu no shinjitsu?)
31. Magma dâng trào! (ほとばしれマグマ！ Hotobashire Maguma!?)
32. Bi kịch đã bị làm Program (プログラムされた悲劇 Puroguramu-sareta higeki?)
33. Vũ khí cuối cùng: Evol (最終兵器エボル Saishū Heiki Eboru?)
34. Best Match của sự chia cắt (離れ離れのベストマッチ Hanarebanare no Besuto Macchi?)
35. Tower của sự hủy diệt (破滅のタワー Hametsu no Tawā?)
36. Evolto là kẻ săn hành tinh (エボルトは星を狩る Eboruto wa hoshi o karu?)
37. Phase tối thượng (究極のフェーズ Kyūkyoku no Fēzu?)
38. Thế giới Mad (マッドな世界 Maddo na sekai?)
39. Genius là không dừng lại (ジーニアスは止まらない Jīniasu wa tomaranai?)
40. Revolution cuối cùng (終末のレボリューション Shūmatsu no Reboryūshon?)
41. Sự thật về Best Match (ベストマッチの真実 Besuto Macchi no shinjitsu?)
42. Legacy của sự nghi hoặc (疑惑のレガシー Giwaku no Regashī?)
43. Một người Build nữa (もう一人のビルド Mō hitori no Birudo?)
44. Sự kết thúc của Evolto (エボルトの最期 Eboruto no saigo?)
45. Scientist của hi vọng (希望のサイエンティスト Kibō no Saientisuto?)
46. Lời thề Be The One (誓いのビー・ザ・ワン Chikai no Bī Za Wan?)
47. Ngọn lửa Zero độ (ゼロ度の炎 Zero do no honō?)
48. Tới thế giới của Love and Peace (ラブ＆ピースの世界へ Rabu ando Pīsu no sekai e?)
49. Ngày mai do Build tạo ra (ビルドが創る明日 Birudo ga tsukuru ashita?)

## Phim điện ảnh
- Kamen Rider Build: Be The One
- Kamen Rider Heisei Generations Forever
- Heisei Rider Generations Final: Build & Ex-Aid with Legend Rider

### V-Cinema
- Kamen Rider Build the new world: Kamen Rider Cross-Z
- Kamen Rider Build the new world: Kamen Rider Grease

## Đạo cụ
- Pandora Box
- Pandora Panel
- Các Full Bottle
- Các Lost Bottle
- Build Driver
- Schlash Driver
- Evol Driver
- Hazard Trigger
- Evol Trigger
- Magma Knuckle
- Blizzard Knuckle
- Muscle Galaxy
- (Great) Cross-Z Dragon
- Grease Perfect Kingdom
- Killbas Spider
- Transteam Gun
- Nebula Steam Gun

## Phân vai
- Kiryu Sento (桐生 戦兎?): Inukai Atsuhiro (犬飼 貴丈?)
- Banjou Ryuga (万丈 龍我?): Akaso Eiji (赤楚 衛二?)
- Isurugi Misora (石動 美空?): Takada Kaho (高田 夏帆?)
- Sawatari Kazumi (猿渡 一海?): Takeda Kōhei (武田 航平?)
- Himuro Gentoku (氷室 幻徳?): Mikami Kensei (水上剣星?)
- Isurugi Soichi (石動 惣一?): Maekawa Yasuyuki (前川泰之?)
- Utsumi Nariaki (内海 成彰?): Ochi Yuki (越智 友己?)
- Takigawa Sawa (滝川 紗羽?): Taki Yukari (滝 裕可里?)

## Nhạc phim

### Nhạc mở đầu
- Be the one
  - Lời: Nhóm nhạc PANDORA (Komuro Tetsuya và Asakura Daisuke)
  - Sáng tác: Nhóm nhạc PANDORA
  - Cải biên: Nhóm nhạc PANDORA
  - Trình bày: Nhóm nhạc PANDORA và ca sĩ Beverly Caimen